# Chrysso angula
Chrysso angula is een spinnensoort uit de familie van de kogelspinnen (Theridiidae).
De wetenschappelijke naam van de soort werd in 1970 als Theridula angula gepubliceerd door Benoy Krishna Tikader.

## Synoniemen
- Theridula swatiae Biswas, Saha & Raychaydhuri, 1997